# Torta Selva Negra
La torta Selva Negra (en alemán, Schwarzwälder Kirschtorte) es una torta típica de la cocina de Baden y uno de los dulces más característicos de la gastronomía alemana. Está compuesta por varias capas de bizcochuelo de chocolate embebidas en kirsch e intercaladas con nata y cerezas, y recubierta de crema chantillí, virutas de chocolate y cerezas. En alemán, Schwarzwälder Kirschtorte significa "torta de cerezas de la Selva Negra".
Consta de varias capas de bizcochuelo de chocolate intercaladas con nata montada y cerezas. Se decora con nata montada, cerezas al marrasquino y virutas de chocolate. Tradicionalmente, se le añade kirschwasser, un licor claro elaborado con guindas. A veces se utilizan otras bebidas como el ron, que es común en las recetas austriacas. La ley alemana exige que cualquier postre etiquetado como Schwarzwälder Kirschtorte contenga kirschwasser.

## Historia

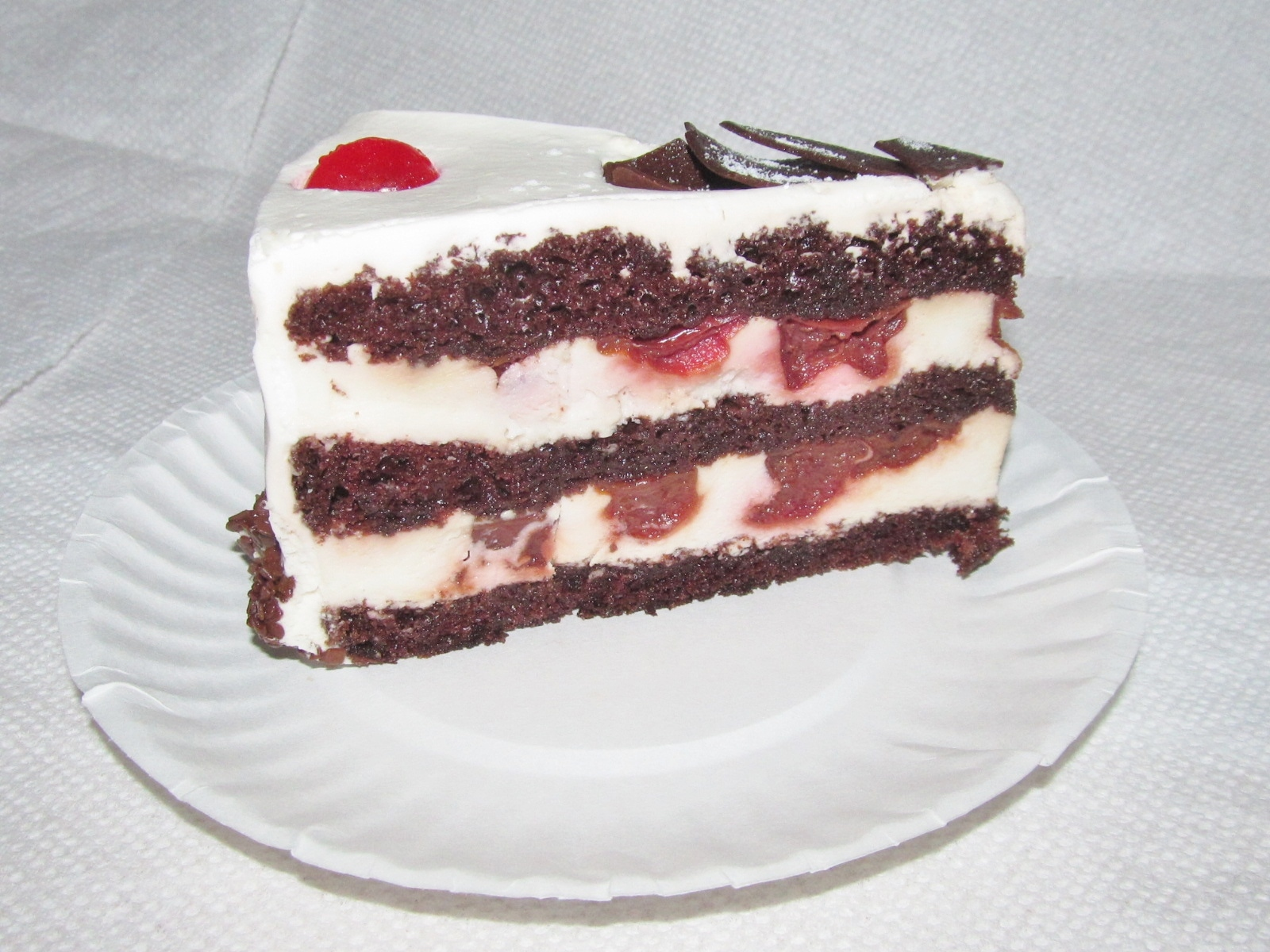
Porción con cerezas entre las capas

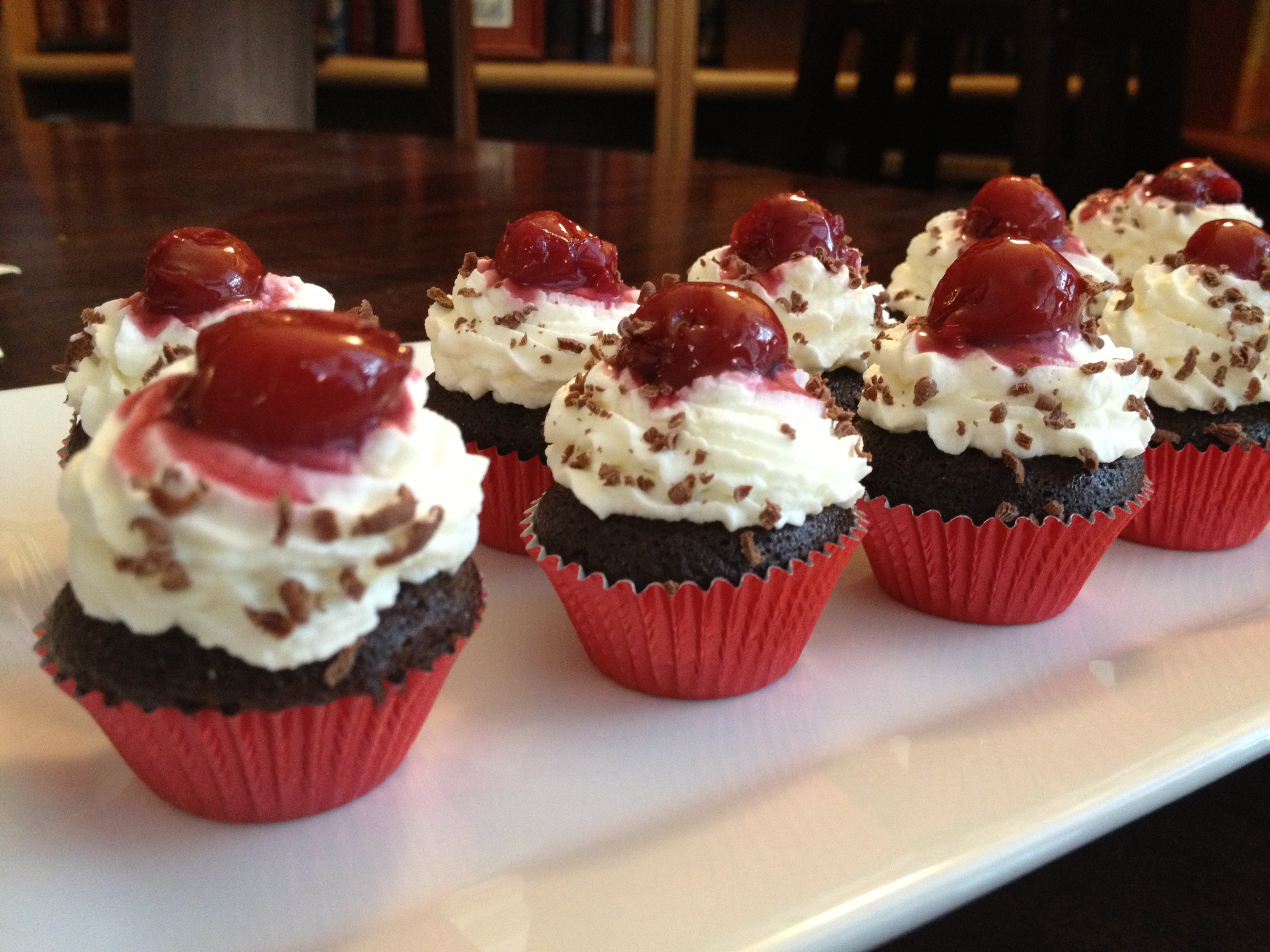
Cupcakes basados en la torta Selva Negra

El origen del nombre de la tarta no está claro. El pastelero Josef Keller (1887-1981) afirmó haber inventado la Schwarzwälder Kirschtorte en su forma actual en 1915 en el Café Agner de Bad Godesberg, ahora un suburbio de Bonn a unos 300 km al norte de la Selva Negra. Sin embargo, esta afirmación nunca ha sido corroborada. Hace siglos, las cerezas, la nata y el kirschwasser se combinaban en un postre en el que se servían cerezas cocidas con nata y kirschwasser. Esta tradición tiene su origen en la región de la Selva Negra, en el suroeste de Alemania, conocida por sus numerosos cerezos.
Udo Rauch, archivista de Tubinga, nombra al maestro pastelero de esa ciudad, Erwin Hildenbrand, del Café Walz, como el "inventor" del postre, y data su creación en 1930. La ciudad, que no suele asociarse con la Selva Negra, perteneció a este distrito desde 1818 hasta 1924. Dado que la receta inicial de Keller no era idéntica a las interpretaciones más populares del pastel, sino una versión más sencilla, se podría especular que ambos pasteleros influyeron en su creación.
La primera mención escrita de la Schwarzwälder Kirschtorte data de 1934. En ese momento, se asociaba especialmente con Berlín, pero también se podía conseguir en pastelerías de alta gama de otras ciudades alemanas, austriacas y suizas. En 1949, la torta Selva Negra ocupó el puesto 13 en una lista de tortas alemanas conocidas. El videojuego Portal de 2007 hace referencia a una torta Selva Negra, lo que inspiró un meme de Internet.

## Récords
El récord de la torta Selva Negra auténtica más grande del mundo lo estableció K&U Bakery en el Europa Park de Alemania, el 16 de julio de 2006. Con una superficie de casi 80 m² y un peso de 3000 kg, la tarta, de 10 metros de diámetro, requirió 700 litros de nata, 5600 huevos, 800 kg de cerezas, 40 kg de virutas de chocolate y 120 litros de kirsch. El 9 de diciembre de 2012, un equipo dirigido por los chefs Jörg Mink y Julien Bompard elaboró la Selva Negra más grande de Asia en la S-One Expo de Singapur. El pastel de 500 kg se hizo con 165 litros de crema, 1500 huevos, 60 kg de virutas de chocolate y 10 litros de kirsch.

## Variaciones regionales

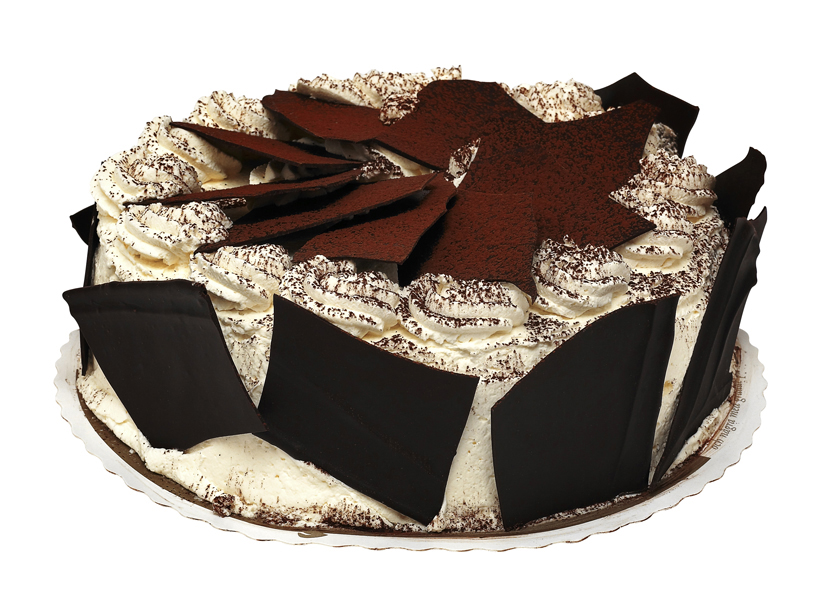
Una Schwarzwaldtårta sueca

La receta se exportó desde Alemania gracias al intercambio cultural y la emigración antes y después de la Segunda Guerra Mundial. El alcohol del kirsch ayudó a que el pastel se conservara mejor en climas más cálidos, y sus ingredientes se podían adaptar fácilmente a diferentes culturas, por ejemplo, cambiando las cerezas por una fruta local u omitiendo el alcohol en los países musulmanes. La popularidad del pastel en algunas partes del mundo ha llevado ocasionalmente a los chefs y panaderos a creer que el postre es de origen local. Un pastel sueco llamado Schwarzwaldtårta está relacionado con el pastel tradicional de la Selva Negra solo por el nombre: no contiene cerezas, sino que se compone de capas de merengue y avellanas cubiertas de crema batida y decoradas con una fina capa de chocolate negro y cacao en polvo.